# ГЕС Сонг-Бунг 4
ГЕС Сонг-Бунг 4 — гідроелектростанція у центральній частині В'єтнаму. Знаходячись між ГЕС Сонг-Бунг 2 (вище за течією) та ГЕС Сонг-Бунг 4А (49 МВт), входить до складу каскаду на річці Бунг, лівій притоці Vu Gia, яка впадає до Південно-Китайського моря в районі Дананга, утворюючи спільну дельту із Thu Bon.
У межах проекту річку перекрили греблею із ущільненого котком бетону висотою 114 метрів та довжиною 345 метрів. Вона утримує водосховище з площею поверхні 15,7 км2 та об'ємом 511 млн м3 (корисний об'єм 234 млн м3), в якому припустиме коливання рівня у операційному режимі між позначками 205 та 223 метри НРМ.
Зі сховища через правобережний масив прокладено дериваційний тунель діаметром 7,2 метра до розташованого за 3,2 км наземного машинного залу. В системі також працює запобіжний балансувальний резервуар висотою 75 метрів, з яких 21 метр знаходиться над поверхею (діаметр підземної частини 15 метрів, наземної 24 метри).
Основне обладнання станції становлять дві турбіни типу Френсіс загальною потужністю 156 МВт, які при напорі у 106 метрів повинні забезпечувати виробництво 586 млн кВт-год електроенергії на рік.
Відпрацьована вода повертається у річку по короткому (70 метрів) каналу.
Видача продукції відбувається по ЛЕП, розрахованій на роботу під напругою 220 кВ.